# 帕特南鎮區 (堪薩斯州斯塔福德縣)
帕特南鎮區（英語：Putnam Township）為美國堪薩斯州斯塔福德縣轄下的鎮區。2010年美国人口普查中此鎮區人口有24人。

## 地理
帕特南鎮區涵蓋總面積為188.1平方（72.61平方英里），其中陸地面積為182.6平方（70.49平方英里），水域面積為5.5平方（2.12平方英里）或2.92%。

## 人口統計
根據2010年美國人口普查，帕特南鎮區人口有24人，其中男性有11人，女性有13人，人口密度為每平方公里0.13人，住房計11戶。鎮區內的白人有24人，非裔美國人有0人，美洲原住民有0人，亞裔美國人有0人，太平洋島裔美國人有0人，其他種族有0人，混血種族則有0人。此外鎮區內有0人為西班牙裔或拉丁裔美國人。此鎮區之年齡中位數為46.5歲，而男性年齡中位數為49.5歲，女性年齡中位數為43.5歲。